# 中野里皓史
中野里 皓史（なかのり こうし、1930年 - 1986年12月18日）は、日本の英文学者。
元東京大学文学部英文科教授。シェイクスピア学者。

## 略歴
東京の老舗寿司店「築地玉寿司」（1924年創業）の長男として生まれる。
東京大学英文科卒、同大学院修了、文学部助手、1965年より東京大学教養学部専任講師、1967年助教授、1979年教授、1982年文学部教授となる。
在職中に急逝。

## 著書
- 『シェイクスピア 喜劇 1』（英潮社出版） 1978
- 『シェイクスピア喜劇 構造と技法』（紀伊国屋書店） 1982

## 翻訳
- 『ヘンリー八世』（シェイクスピア、筑摩書房、世界古典文学全集45） 1966
- 『演劇 - なぜ?』（アーノルド・ウェスカー、柴田稔彦共訳、晶文社） 1971
- 『怒りの演劇 イギリスの演劇の新しい波』（ジョン・ラッセル・テイラー、喜志哲雄, 柴田稔彦共訳、研究社出版） 1975

## 記念論集
- 『リーディング 中野里皓史先生追悼号』上・下（東京大学大学院英文学研究会、リーディング編集部） 1992

## 論文
- <中野里皓史